# آرتورو گالیا
آرتورو گالیا (انگلیسی: Arturo Gallea؛ ۳ اوت ۱۸۸۵ – ۲۱ سپتامبر ۱۹۵۹) فیلم‌بردار اهل ایتالیا بود.

## فیلم‌شناسی
- زن نابینای سورنتو (۱۹۳۴)
- همسریاب  (۱۹۳۴)
- دون بوسکو  (۱۹۳۵)
- The Man Who Smiles  (۱۹۳۶)
- The Two Sergeants (۱۹۳۶)
- Triumph of Love  (۱۹۳۸)
- The Lady in White  (۱۹۳۸)
- خیمه‌شب‌بازی  (۱۹۳۸)
- Under the Southern Cross  (۱۹۳۸)
- Imputato, alzatevi!   (۱۹۳۹)
- At Your Orders, Madame  (۱۹۳۹)
- ما هفت خواهر بودیم  (۱۹۳۹)
- Wealth Without a Future (۱۹۳۹)
- It Always Ends That Way (۱۹۳۹)
- Piccolo mondo antico  (۱۹۴۱)
- Luce nelle tenebre   (۱۹۴۱)
- آخرین رقص (۱۹۴۱)
- شهبانوی ناوارا (۱۹۴۲)
- احساس مالکیت (۱۹۴۲)
- داستان عشق  (۱۹۴۲)
- The Materassi Sisters (۱۹۴۴)
- ویلیام تل (۱۹۴۹)
- افسانه فاوست (۱۹۴۹)
- آتشفشان (۱۹۵۰)
- دو شاهی امید  (۱۹۵۲)
- شیخ سفید  (۱۹۵۲)
- نان، عشق و رؤیاها  (۱۹۵۳)
- تاجر ونیزی (۱۹۵۳)
- Bread, Love and Jealousy  (۱۹۵۴)
- بیوه  (۱۹۵۵)
- I pappagalli  (۱۹۵۵)
- دختر خوشگل رم  (۱۹۵۵)
- الهه عشق (۱۹۵۷)